# Brothers Osborne
Die Brothers Osborne sind ein US-amerikanisches Countryduo aus Maryland.

## Bandgeschichte
Die Brüder John Thomas und Thomas John Osborne, bekannt als John und T. J., wuchsen in der Kleinstadt Deale im Bundesstaat Maryland auf. Sie wurden von Country- und Rockmusik geprägt und hatten schon als Teenager eine eigene Band mit dem Namen Deuce & a Quarter, mit der sie vor Ort in den Lokalen auftraten und Coversongs spielten. In den 2010ern ging dann zuerst John und zwei Jahre später auch T. J. nach Nashville, wo sie dann gemeinsam als Brothers Osborne auftraten.
2012 unterschrieben sie eine Plattenvertrag mit Capitol Records und ein Jahr später erschien ihre Debütsingle Let’s Go There, die ein kleinerer Radiohit bei den Countrysendern wurde. Es dauerte ein weiteres Jahr bis zu ihrer zweiten Single Rum, die es immerhin schon bis in die Countrycharts schaffte. Im selben Jahr erschien auch ihre erste EP Brothers Osborne. Der Durchbruch kam aber erst 2015 mit der Veröffentlichung der Neuaufnahme des EP-Songs Stay a Little Longer. Damit erreichten sie nicht nur Platz 4 der Countrycharts, sondern kamen auch in die Top 50 der offiziellen Singlecharts. Die Single erreichte Platin-Status. Anfang 2016 erschien dann das Debütalbum Pawn Shop, mit dem das Brüderpaar Platz 3 der Countrycharts und die Top 20 der Billboard 200 erreichte. Bei den CMA Awards wurden sie daraufhin als Gesangsduo des Jahres ausgezeichnet.
In einem Interview mit dem Magazin Time hat T. J. Osborne sich im Februar 2021 als schwul geoutet, was nach Angabe von Time „ein historischer Moment für das Genre“ sei, da T. J. Osborne „der einzige offen schwule Künstler sei, der einen Plattenvertrag mit einem großen Country-Label hat“.

## Diskografie

### Alben
| Jahr | Titel            | Höchstplatzierung, Gesamtwochen, AuszeichnungChartplatzierungen (Jahr, Titel, Platzierungen, Wochen, Auszeichnungen, Anmerkungen) | Höchstplatzierung, Gesamtwochen, AuszeichnungChartplatzierungen (Jahr, Titel, Platzierungen, Wochen, Auszeichnungen, Anmerkungen) | Höchstplatzierung, Gesamtwochen, AuszeichnungChartplatzierungen (Jahr, Titel, Platzierungen, Wochen, Auszeichnungen, Anmerkungen) | Anmerkungen                              |
| Jahr | Titel            | UK | US | Country | Anmerkungen                              |
| ---- | ---------------- | --- | --- | --- | ---------------------------------------- |
| 2016 | Pawn Shop        | — | US17 Platin · (34 Wo.)US | Country3 (98 Wo.)Country | Erstveröffentlichung: 15. Januar 2016    |
| 2018 | Port Saint Joe   | UK47 (4 Wo.)UK | US15 (1 Wo.)US | Country2 (12 Wo.)Country | Erstveröffentlichung: 20. April 2018     |
| 2020 | Skeletons        | — | US43 (1 Wo.)US | Country4 (3 Wo.)Country | Erstveröffentlichung: 9. Oktober 2020    |
| 2023 | Brothers Osborne | — | US192 (1 Wo.)US | Country28 (1 Wo.)Country | Erstveröffentlichung: 15. September 2023 |

Weitere Alben
- 2019: Live at the Ryman

### EPs
| Jahr | Titel            | Höchstplatzierung, Gesamtwochen, AuszeichnungChartplatzierungen (Jahr, Titel, Platzierungen, Wochen, Auszeichnungen, Anmerkungen) | Höchstplatzierung, Gesamtwochen, AuszeichnungChartplatzierungen (Jahr, Titel, Platzierungen, Wochen, Auszeichnungen, Anmerkungen) | Anmerkungen                             |
| Jahr | Titel            | US | Country | Anmerkungen                             |
| ---- | ---------------- | --- | --- | --------------------------------------- |
| 2014 | Brothers Osborne | — | Country23 (2 Wo.)Country | Erstveröffentlichung: 9. September 2014 |

### Singles
| Jahr | Titel Album                                     | Höchstplatzierung, Gesamtwochen, AuszeichnungChartplatzierungen (Jahr, Titel, Album, Platzierungen, Wochen, Auszeichnungen, Anmerkungen) | Höchstplatzierung, Gesamtwochen, AuszeichnungChartplatzierungen (Jahr, Titel, Album, Platzierungen, Wochen, Auszeichnungen, Anmerkungen) | Anmerkungen                            |
| Jahr | Titel Album                                     | US | Country | Anmerkungen                            |
| ---- | ----------------------------------------------- | --- | --- | -------------------------------------- |
| 2014 | Rum Brothers Osborne / Pawn Shop                | US— GoldUS | Country34 (20 Wo.)Country | Erstveröffentlichung: 31. März 2014    |
| 2015 | Stay a Little Longer Pawn Shop                  | US46 ×3Dreifachplatin · (20 Wo.)US | Country4 (44 Wo.)Country | Erstveröffentlichung: 10. März 2015    |
| 2016 | 21 Summer Pawn Shop                             | US— PlatinUS | Country25 (33 Wo.)Country | Erstveröffentlichung: 29. Februar 2016 |
| 2017 | It Ain’t My Fault Pawn Shop                     | US79 ×2Doppelplatin · (16 Wo.)US | Country14 (37 Wo.)Country | Erstveröffentlichung: 17. Januar 2017  |
| 2018 | Shoot Me Straight Port Saint Joe                | US— GoldUS | Country29 (29 Wo.)Country | Erstveröffentlichung: 16. Januar 2018  |
| 2018 | I Don’t Remember Me (Before You) Port Saint Joe | US— GoldUS | Country40 (12 Wo.)Country | Erstveröffentlichung: 8. Oktober 2018  |
| 2020 | All Night Skeletons                             | US— GoldUS | Country25 (28 Wo.)Country | Erstveröffentlichung: 18. Mai 2020     |
| 2021 | I’m Not for Everyone Skeletons                  | US— GoldUS | Country37 (15 Wo.)Country | Erstveröffentlichung: 26. April 2021   |
| 2023 | Nobody’s Nobody Brothers Osborne                | — | Country49 (1 Wo.)Country | Erstveröffentlichung: 7. April 2023    |

### Gastbeiträge
| Jahr | Titel Album                 | Höchstplatzierung, Gesamtwochen, AuszeichnungChartplatzierungen (Jahr, Titel, Album, Platzierungen, Wochen, Auszeichnungen, Anmerkungen) | Höchstplatzierung, Gesamtwochen, AuszeichnungChartplatzierungen (Jahr, Titel, Album, Platzierungen, Wochen, Auszeichnungen, Anmerkungen) | Anmerkungen                                                                 |
| Jahr | Titel Album                 | US | Country | Anmerkungen                                                                 |
| --- | --------------------------- | --- | --- | --------------------------------------------------------------------------- |
| 2018 | Burning Man The Mountain    | US45 ×2Doppelplatin · (17 Wo.)US | Country5 (33 Wo.)Country | Erstveröffentlichung: 31. Mai 2018 Dierks Bentley feat. Brothers Osborne    |
| Folgende Lieder erschienen nicht als Single, wurden aber durch das Album zum Download und Streaming bereitgestellt und konnten somit eine Platzierung erlangen: |                             | | |                                                                             |
| |                             | | |                                                                             |
| 2019 | All My Favorite People Girl | — | Country46 (1 Wo.)Country | Charteinstieg: 2019 Verkäufe: + 40.000; Maren Morris feat. Brothers Osborne |

## Auszeichnungen für Musikverkäufe
| Goldene Schallplatte - Kanada - 2015: für die Single Stay a Little Longer - 2022: für die Single I’m Not for Everyone - 2022: für das Lied All My Favorite People | Platin-Schallplatte - Kanada - 2021: für die Single All Night |

Anmerkung: Auszeichnungen in Ländern aus den Charttabellen bzw. Chartboxen sind in ebendiesen zu finden.
| Land/RegionAuszeichnungen für Musikverkäufe (Land/Region, Auszeichnungen, Verkäufe, Quellen) | Gold     | Platin       | Verkäufe   | Quellen         |
| -------------------------------------------------------------------------------------------- | -------- | ------------ | ---------- | --------------- |
| Kanada (MC)                                                                                  | 3× Gold3 | Platin1      | 200.000    | musiccanada.com |
| Vereinigte Staaten (RIAA)                                                                    | 5× Gold5 | 9× Platin9   | 11.500.000 | riaa.com        |
| Insgesamt                                                                                    | 8× Gold8 | 10× Platin10 |            |                 |